# Peter Hric
Peter Hric ( 17. červen 1965, Spišská Nová Ves – 14. března 2025, Lucembursko) byl československý poté slovenský cyklokrosař a biker.
Vystudoval strojní fakultu. Asi od roku 1990 žil v Lucembursku, kde pracoval jako designér a vývojář hlavně pro automobilový průmysl.
V době studií na střední škole se jeho trenérem stal Vojtěch Červínek. Závodil za klub Lokomotiva Košice. Vyhrál tři závody světového poháru v cyklokrosu (tzv. Superprestige). Na mistrovství světa skončil nejlépe v roce 1989 na čtvrtém místě. Na LOH 1996 v Atlantě skončil na 30 místě.